# Giovanni Cazzulani
Giovanni Cazzulani (Pandino, 5 agosto 1909 – Milano, 22 ottobre 1983) è stato un ciclista su strada italiano.
Professionista e indipendente tra il 1933 e il 1940, vinse un Giro di Toscana.

## Carriera
Attivo come dilettante e indipendente con l'U.S. Milanese e con lo S.C. Genova di Milano, nel 1932 vinse la Coppa Italia nella cronometro a squadre e partecipò, con la Nazionale, alla prova su strada dei Giochi olimpici di Los Angeles; nella prova olimpica concluse settimo, quarto dei quattro italiani al via, e non venne di conseguenza premiato nella prova a squadre (i compagni Attilio Pavesi, Guglielmo Segato e Giuseppe Olmo vinsero l'oro).
Dal 1934 gareggiò quindi come professionista, correndo per la Gloria, la Bianchi e la Legnano, e distinguendosi come passista. Ebbe due buone stagioni: la prima, il 1934, in cui fu secondo alla Milano-Sanremo dietro Jef Demuysere e terzo al Giro d'Italia vinto da Learco Guerra, e il 1936, in cui vinse il Giro di Toscana, fu terzo al Giro del Piemonte e secondo nella classifica a punti del campionato italiano, dietro al solo Giuseppe Olmo. Partecipò anche a cinque edizioni del Giro d'Italia e al Tour de France 1934.

## Palmarès
- 1933 (S.C. Genova Milano)

Trofeo Farinacci
Coppa Maccarese-San Giorgio
Gran Premio Alberghi e Terme di Salsomaggiore
- 1936 (Gloria, una vittoria)

Giro di Toscana

### Altri successi
- 1932 (dilettanti)

Coppa Italia, Cronosquadre (con Giuseppe Baroni, Aniceto Cattaneo e Giuseppe Olmo)

## Piazzamenti

### Grandi Giri
- Giro d'Italia

1934: 3º
1936: 12º
1937: 21º
1939: 19º
1940: ritirato
- Tour de France

1934: 16º

### Classiche monumento
- Milano-Sanremo

1933: 56º
1934: 2º
1936: 19º
1937: 7º
- Giro di Lombardia

1933: 7º
1934: 9º
1938: 25º

### Competizioni mondiali
- Giochi olimpici

Los Angeles 1932 - Individuale: 7º